# Marathon van Honolulu 2008
De marathon van Honolulu 2008 vond plaats op 14 december 2008 in Honolulu. Het was de 36e editie van deze marathon. Bij de mannen won de Keniaan Patrick Ivuti in 2:14.35 en bij de vrouwen was de Japanse Kiyoko Shimahara het snelst in 2:32.06.
In totaal finishten er 20.058 marathonlopers, waarvan 10.505 mannen en 9553 vrouwen.

## Uitslagen

### Mannen
| rang   | naam            | land | tijd    |
| ------ | --------------- | ---- | ------- |
| Goud   | Patrick Ivuti   | KEN  | 2:14.35 |
| Zilver | Stephen Njoroge | KEN  | 2:17.41 |
| Brons  | Pius Mnangat    | KEN  | 2:17.51 |
| 4      | Joseph Mutiso   | KEN  | 2:19.38 |
| 5      | Jimmy Muindi    | KEN  | 2:21.43 |
| 6      | Andrew Letherby | AUS  | 2:25.32 |
| 7      | Koichi Fujino   | JPN  | 2:27.56 |
| 8      | Samuel Mwangi   | KEN  | 2:28.09 |
| 9      | Shinichi Ito    | JPN  | 2:29.55 |
| 10     | Hailu Negussie  | ETH  | 2:30.32 |

### Vrouwen
| rang   | naam                 | land | tijd    |
| ------ | -------------------- | ---- | ------- |
| Goud   | Kiyoko Shimahara     | JPN  | 2:32.36 |
| Zilver | Kaori Yoshida        | JPN  | 2:34.35 |
| Brons  | Alice Timbilili      | KEN  | 2:37.31 |
| 4      | Alesya Nurgalyeva    | RUS  | 2:39.13 |
| 5      | Alevtina Biktimirova | RUS  | 2:45.06 |
| 6      | Elena Nurgalyeva     | RUS  | 2:48.15 |
| 7      | Sayaka Maeda         | JPN  | 2:54.55 |
| 8      | Megumi Oshima        | JPN  | 2:57.44 |
| 9      | Yumiko Daigo         | JPN  | 3:01.03 |
| 10     | Di Takako            | JPN  | 3:04.00 |

1973 ·
1974 ·
1975 ·
1976 ·
1977 ·
1978 ·
1979 ·
1980 ·
1981 ·
1982 ·
1983 ·
1984 ·
1985 ·
1986 ·
1987 ·
1988 ·
1989 ·
1990 ·
1991 ·
1992 ·
1993 ·
1994 ·
1995 ·
1996 ·
1997 ·
1998 ·
1999 ·
2000 ·
2001 ·
2002 ·
2003 ·
2004 ·
2005 ·
2006 ·
2007 ·
2008 ·
2009 ·
2010 ·
2011 · 
2012 · 
2013 ·  
2014 ·  
2015 ·  
2016 ·  
2017